# Chikafusa Kitabatake
Chikafusa Kitabatake (jap. 北畠 親房 Kitabatake Chikafusa; ur. 1293, zm. 1354) – japoński uczony, historyk, wojskowy i urzędnik dworski.
Pochodził z arystokratycznej rodziny związanej z dworem cesarskim. Pełnił funkcję głównego doradcy (dainagon) na dworze cesarza Go-Daigo (1318–1339) i był nauczycielem cesarskiego syna, księcia Tokinagi. Gdy Tokinaga zmarł w 1330 roku, Chikafusa Kitabatake wycofał się z życia dworskiego i został mnichem buddyjskim, przybierając imię Sōgen (宗玄).
Powrócił do życia politycznego w 1333 roku, gdy cesarz Go-Daigo wrócił z dwuletniego wygnania. Wspomagał władcę w walce z potężnym rodem Ashikaga. Wraz ze swoim synem Akiie przeprowadził pacyfikację zbuntowanych północno-wschodnich prowincji, a w 1336 roku pomógł pokonanemu Go-Daigo zorganizować w Yoshino konkurencyjny ośrodek władzy, znany jako dwór południowy. Przez następne lata zabiegał wśród feudałów o poparcie dla dworu południowego i organizował zbrojny opór wobec siogunatu Muromachi i podległego mu dworu północnego. W 1352 roku udało mu się nawet na kilka tygodni zająć stołeczne Kioto.
Jest autorem kilku prac, z których najważniejszą jest dedykowana cesarzowi Go-Murakami Jinnō shōtōki (神皇正統記). Kitabatake bronił w niej legalności władzy dworu południowego, dowodząc świętości władzy cesarskiej i wyprowadzając pochodzenie rodu cesarskiego od bogów. Zawarte w Jinnō shōtōki idee legły u podstaw ruchów procesarskich, m.in. podczas restauracji Meiji.